# This Is England
This Is England (bra: This Is England; prt: This Is England - Isto É Inglaterra, ou apenas Isto É Inglaterra) é um filme britânico de 2006, do gênero drama, escrito e dirigido por Shane Meadows.

## Sinopse
Em 1983, menino solitário de 12 anos é adotado por uma gangue de skinheads e começa a assimilar estilo e ideologias racistas e xenofóbicas.

## Elenco
- Thomas Turgoose como Shaun Field
- Stephen Graham como Combo
- Joe Gilgun como Woody
- Andrew Shim como Milky
- Vicky McClure como Lol
- Andrew Ellis como Gary/Gadget
- Rosamund Hanson como Smell
- Jack O'Connell como Pukey
- Kieran Hardcastle como Kes
- Perry Benson como Meggy
- George Newton como Banjo
- Kriss Dosanjh como Sr. Sandhu

## Prêmios e indicações
| Prêmio     | Categoria               | Recipiente                  | Resultado |
| ---------- | ----------------------- | --------------------------- | --------- |
| BAFTA 2008 | Melhor filme britânico  | Mark Herbert, Shane Meadows | Venceu    |
| BAFTA 2008 | Melhor roteiro original | Shane Meadows               | Indicado  |